# Список церквей Венеции

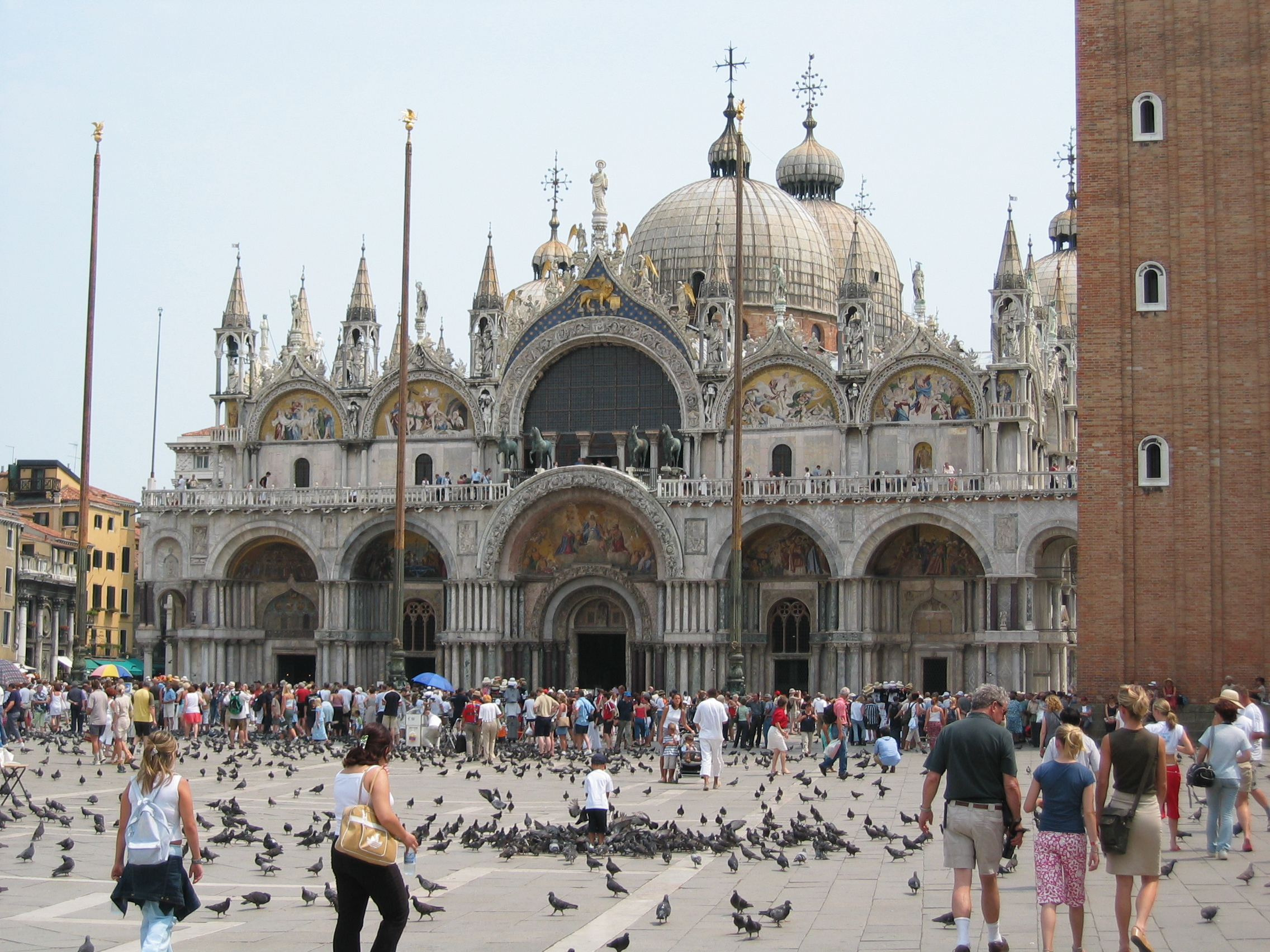
Собор Святого Марка

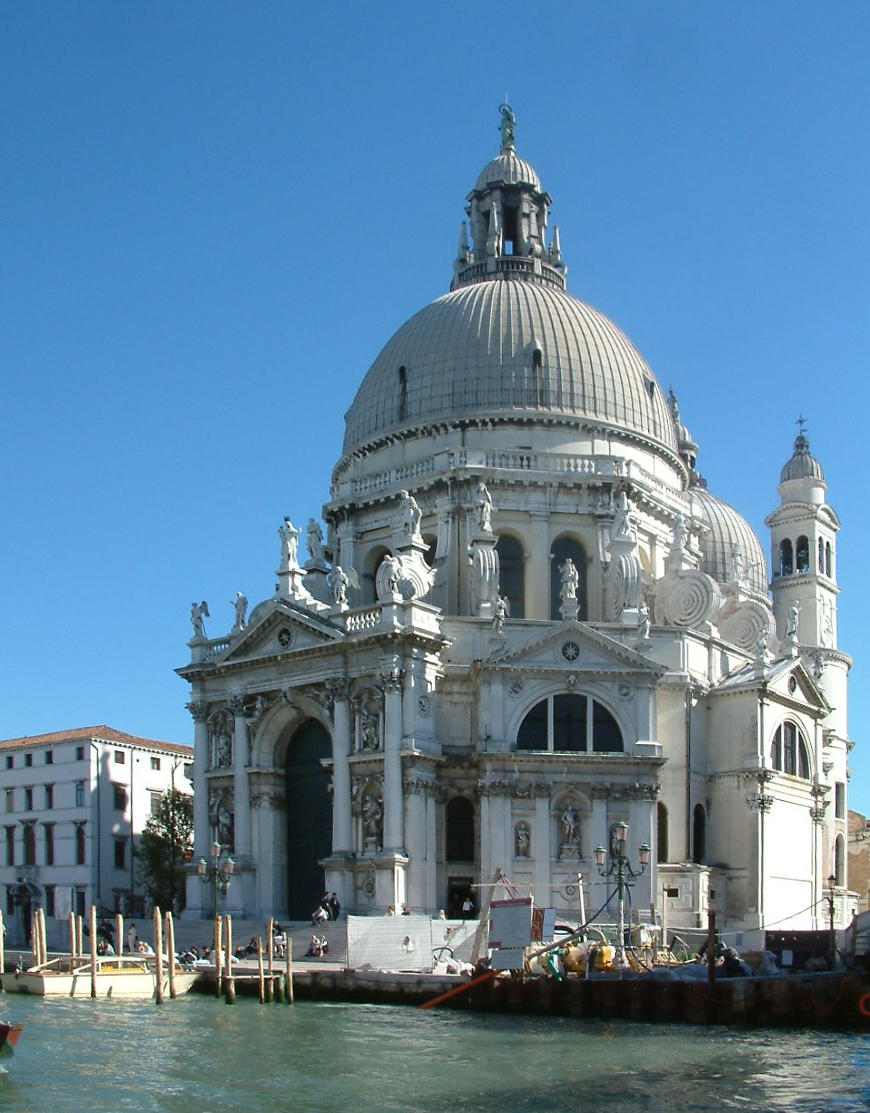
Базилика Санта-Мария-делла-Салюте

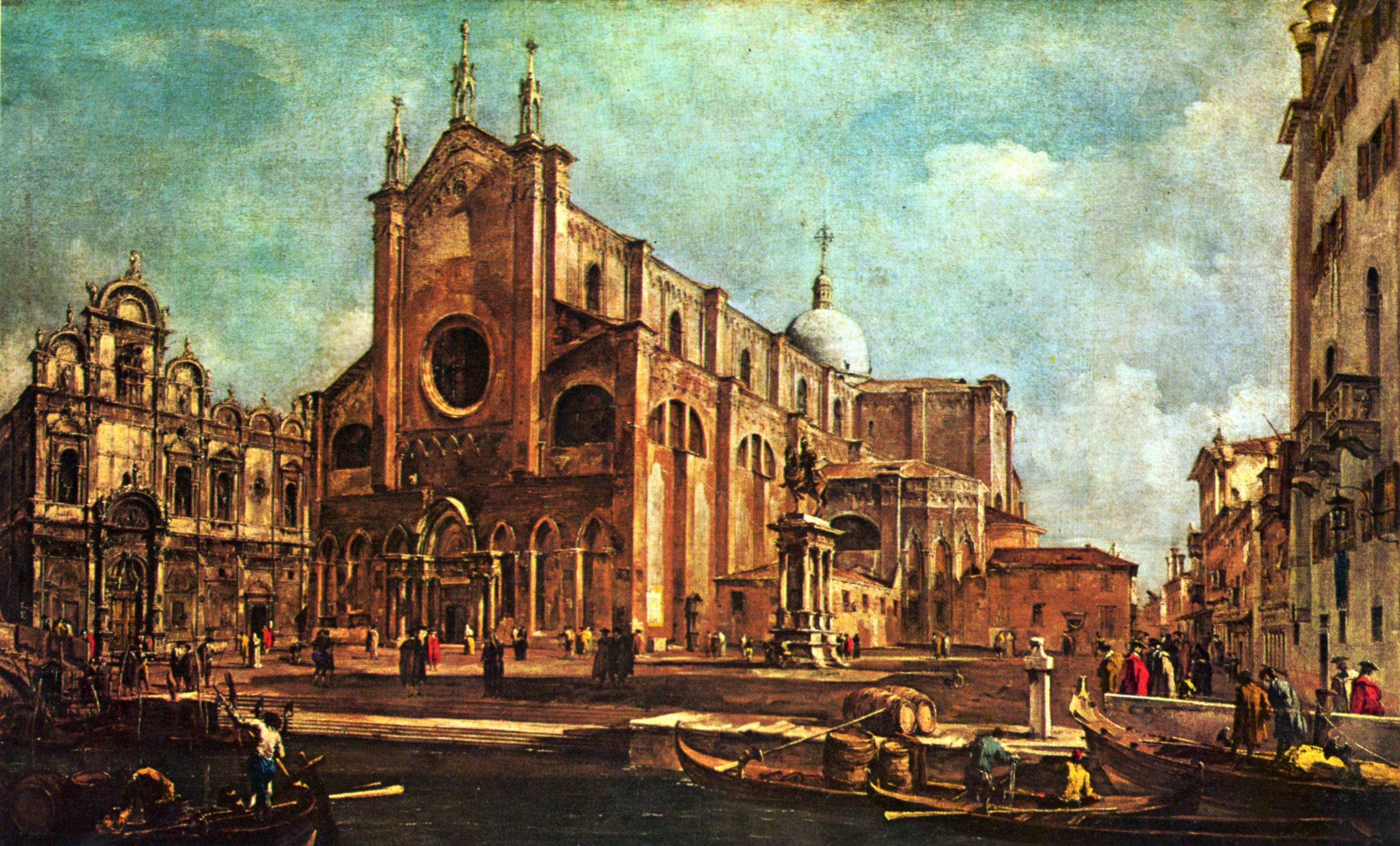
Базилика Санти-Джованни-э-Паоло на картине Франческо Гварди

По количеству церквей на душу населения Венеция превосходит другие города Европы во много раз. На небольшой территории островов расположено более 150 церквей. Большинство церквей представляют собой выдающиеся памятники архитектуры, внутри располагаются шедевры известных мастеров: картины, фрески, скульптуры.
Подавляющее количество церквей — католические, существуют армянские, греческие и англиканские церкви.
Ниже приведён список соборов и церквей, привязанный к их расположению.

## Район Сан-Марко
- Собор Святого Марка — Basilica di San Marco
- Церковь Сан-Бартоломео — San Bartolomeo
- Церковь Сан-Бенето — San Beneto
- Церковь Сан-Лука — San Luca
- Церковь Сан-Видаль — San Vidal
- Церковь Сан-Джулиано — San Zulian
- Церковь Сан-Маурицио — San Maurizio
- Церковь Сан-Моизе — San Moise
- Церковь Сан-Сальвадор — San Salvador
- Церковь Сан-Самуэле — San Samuele
- Церковь Санта-Кроче-дельи-Армени
- Церковь Санта-Мария-дель-Джильо, Санта-Мария Дзобениго — Santa Maria del Giglio, Santa Maria Zobenigo
- Церковь Санто-Стефано — Santo Stefano
- Церковь Сан-Фантин — San Fantin

## Район Сан-Поло
- Базилика Санта-Мария-Глорьоза-дей-Фрари — Basilica di Santa Maria Gloriosa dei Frari
- Церковь Сант-Апонал, Церковь Святого Аполлинария — Sant’Aponal
- Церковь Сан-Джакомо ди Риальто — San Giacomo di Rialto
- Церковь Сан-Джованни Евангелиста — San Giovanni Evangelista
- Церковь Сан-Кассиано — San Cassiano
- Церковь Сан-Поло — San Polo
- Церковь Сан-Рокко — San Rocco
- Церковь Сан-Сильвестро — San Silvestro
- Церковь Сан-Тома — San Toma, San Tomasso
- Церковь Сан-Джованни Элемозинарио - La chiesa di San Giovanni Elemosinario

## Район Санта-Кроче
- Церковь Сан-Джакомо-делл-Орио — San Giacomo dell’Orio, San Giacomo Apostolo
- Церковь Сан-Джованни-Элемосинарио — San Giovanni Elemosinario
- Церковь Сан-Николо-да-Толентини — San Nicolo da Tolentino
- Церковь Сан-Симеоне-Гранде, Сан-Симеоне-Профета — San Simeon Grande, San Simeon Profeta
- Церковь Сан-Симеоне-Пикколо — San Simeon Piccolo
- Церковь Сан-Стае — San Stae
- Церковь Сан-Дзан-Дегола (Иоанна Обезглавленного) — San Zan Degola
- Церковь Санта-Мария-Матер-Домини — Santa Maria Mater Domini

## Район Дорсодуро
- Церковь Санта-Мария-делла-Салюте — Basilica di Santa Maria della Salute
- Церковь Архангела Рафаила — Angelo Raffaele
- Церковь Джезуати, Санта-Мария дель Розарио — Gesuati, Santa Maria del Rosario
- Церковь Ло-Спирито-Санто — Lo Spirito Santo
- Церковь Оньисанти — Ognissanti
- Церковь Сант-Аньезе — Sant’Agnese
- Церковь Сан-Барнаба — San Barnaba
- Церковь Санта-Мария-делла-Визитационе — Santa Maria della Vizitazione
- Церковь Санта-Мария-делла-Карита
- Церковь Санта-Мария-дей-Кармини — Santa Maria dei Carmini
- Церковь Сан-Николо-деи-Мендиколи — San Nicolò dei Mendicoli
- Церковь Сан-Панталон — San Pantalon
- Церковь Сан-Себастьяно — San Sebastiano
- Церковь Сан-Тровазо, Сан-Джервазио-е-Протазио — San Trovaso, San Gervasio e Protasio
- Церковь Святого Георгия — St. George’s Anglican Church

## Район Каннареджо
- Сан-Джованни-Кризостомо — Chiesa di San Giovanni Grisostomo
- Церковь Джезуити, Санта-Мария-Ассунта — Gesuiti, Santa Maria Assunta
- Церковь Ла-Маддалена — La Maddalena
- Церковь Мадонна-делл-Орто — Madonna dell’Orto
- Церковь Сан-Джеремия — San Geremia
- Церковь Сан-Джоббе — San Giobbe
- Церковь Сан-Маркуола — San Marcuola
- Церковь Сан-Марциале — San Marziale
- Церковь Сан-Феличе — San Felice
- Церковь Сант-Альвизе — San Alvise
- Церковь Санта-Фоска — Santa Fosca Церковь Санта-Фоска

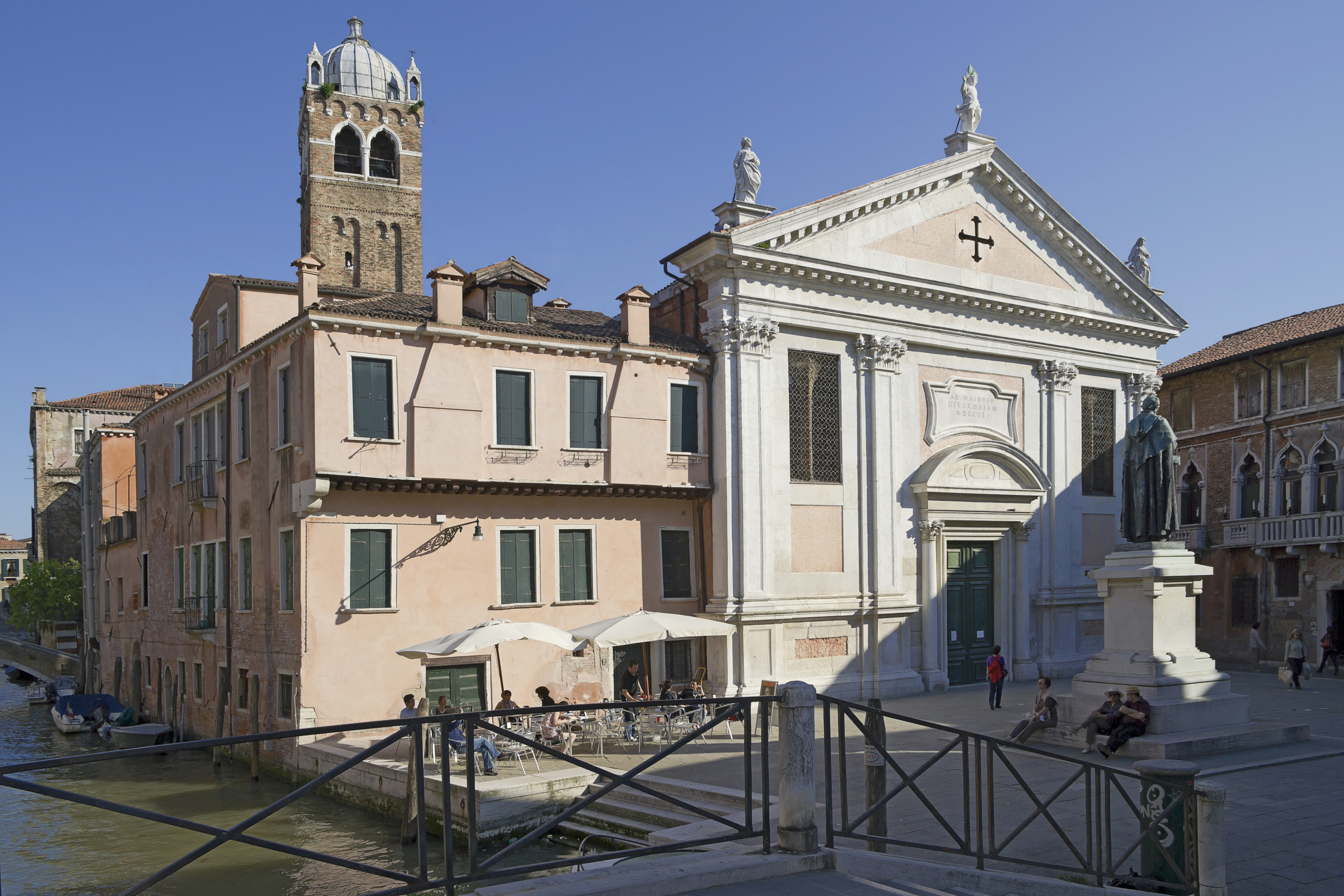
Церковь Санта-Фоска

- Церковь Святых Апостолов — Santi Apostoli
- Церковь Скальци — degli Scalzi
- Церковь Санта-София — Santa Sofia
- Церковь Санта-Мария-дей-Мираколи — Santa Maria dei Miracoli

## Район Кастелло
- Оспедалетто, Церковь Санта-Мария-деи-Дерелитти — Ospedaletto, Santa Maria dei Derelitti
- Собор Санти-Джованни-э-Паоло, Сан-Дзаниполо — Basilica di San Giovanni e Paolo, San Zanipolo
- Церковь Ла-Пьета — La Pieta
- Церковь Сан-Джованни-ин-Брагора — San Giovanni in Bragora
- Церковь Сан-Джорджо-деи-Гречи — San Giorgio dei Greci
- Церковь Сан-Франческо-делла-Винья — San Francesco della Vigna
- Церковь Сан-Заккариа — San Zaccaria
- Церковь Сан-Лоренцо — San Lorenzo
- Церковь Сан-Пьетро-ди-Кастелло — San Pietro di Castello
- Церковь Санта-Мария-делла-Фава — Santa Maria della Fava
- Церковь Санта-Мария-Формоза — Santa Maria Formosa
- Церковь Святого Иоанна Хризостома — San Giovanni Crisistomo

## Острова

### Бурано
- Церковь Сан-Мартино-ди-Бурано — San Martino di Burano

### Джудекка
- Церковь Иль-Реденторе — Il Redentore
- Церковь делле-Цителле (Санта-Мария-делла-Презентационе-делле-Цителле) — La Chiesa Santa Maria della Presentazione delle Zitelle
- Церковь Санта-Кроче — Santa Croce
- Церковь Сант-Эуфемия — Sant’Eufemia

### Лидо
- Церковь Сан-Николо-дель-Лидо — San Nicolo del Lido

### Мурано
- Собор Санти-Мария-э-Донато — Basilica di Santa Maria e Donato
- Церковь Сан-Пьетро-Мартире — San Pietro Martire
- Церковь Санта-Мария-дельи-Анджели — Santa Maria degli Angeli

### Сан-Джорджо Маджоре
- Сан-Джорджо-Маджоре (базилика) — Basilica di San Giorgio Maggiore

### Сан-Ладзаро дельи Армени
- Монастырь Санта-Ладзаро-дельи-Армени — San Lazzaro degli Armeni

### Сан-Микеле
- Церковь Сан-Микеле-ин-Изола — San Michele in Isola

### Сан-Франческо дель Дезерто
- Монастырь Сан-Франческо-дель-Дезерто — San Francesco del Deserto

### Торчелло
- Собор Санта-Мария-Ассунта — Basilica di Santa Maria Assunta di Torcello
- Церковь Санта-Фоска-ди-Торчелло — Santa Fosca di Torchello